# ヤマハ・MT-07
MT-07（エムティー ゼロセブン）は、ヤマハ発動機が製造販売するオートバイ（大型自動二輪車）である。

## 概要
ヤマハ発動機のMTシリーズ第2世代としてMT-09と共に開発され、2013年にエンジンのみ先行して報道向けに公開された後、同年のミラノショーおよび東京モーターショーで車両全体が発表された。
その後欧州市場向けに先行発売されたのち、日本国内仕様として MT-07 および MT-07A（ABSモデル）が2014年8月20日に発売された。
開発コンセプトは、"Sports Passion MC with Smart"（日本語訳：気負うことなくモーターサイクル本来の楽しみを存分に味わう）である。
なお北米市場では FZ-07 の車名で2015年モデルより販売されている。
2016年1月8日に発表された公益社団法人日本インダストリアルデザイナー協会の「JIDAデザインミュージアムセレクションVol.17」に選定された。トリシティ、電動アシスト車いす「JWスウィング」に続き、ヤマハ発動機の車種が2年連続選定された。
2017年12月、ブルーイッシュグレーソリッド4のボディカラーがMT-10・MT-09と共にバイクでは初めてオートカラーアウォード2017グランプリを受賞した。
2018年4月のマイナーチェンジは、“よりMTシリーズらしい進化”をコンセプトに開発された。以下が主な変更点である。
- 前後サスペンション
- 疲労を低減する新設計シート
- 力強さを感じさせるスタイリング

## 車両解説
エンジンは直列2気筒270°クランクで同社のTRX850などに採用されていた構造であるが、トルクの感覚を重視した『クロスプレーンコンセプト』に基づき完全に刷新されている。
車体構成はスチールフレームながら徹底的な軽量化と全体のダウンサイジングが図られており、車体重量は179kgと同排気量のオートバイの重量に対して1割から2割軽くなっている。車重や大きさは発売時の日本国内400cc～250ccクラス車両に匹敵するほどのスペックとなっている。

### 2014年モデル
- カラー[8]
  - マットグレーメタリック3（マットグレー）
  - ブルーイッシュホワイトカクテル1（ホワイト）
  - ビビッドレッドカクテル1（レッド）

### 2016年モデル
- カラー[9]
  - ディープレッドメタリックK（新色/レッド）
  - ブルーイッシュホワイトカクテル1（ホワイト）
  - マットグレーメタリック3（マットグレー）

### 2018年モデル
- カラー[10]
  - マットグレーメタリック3（マットグレー）
  - ディープパープリッシュブルーメタリックC（ブルー）
  - マットダークグレーメタリック6（マットダークグレー）
- 新設定フロントサスペンション＆新設計リアサスペンションユニット
  - スプリングレートと減衰特性を見直し、加速時・減速時の縦方向の動きを抑制することで、よりスポーティな走りにも対応した41mm径インナーチューブ・正立式フロントフォークを装着。また、リアはスプリングレートと伸側・圧側の減衰力を従来モデルより高く設定。プリロード調整機能に加え、新たに伸側減衰力調整機能を備えた新型リアサスペンションを採用した。扱いやすいハンドリング特性、自然な操舵感に加え、ライダーへのより明確なフィードバック、優れたパフォーマンスに貢献している。

## TRACER700

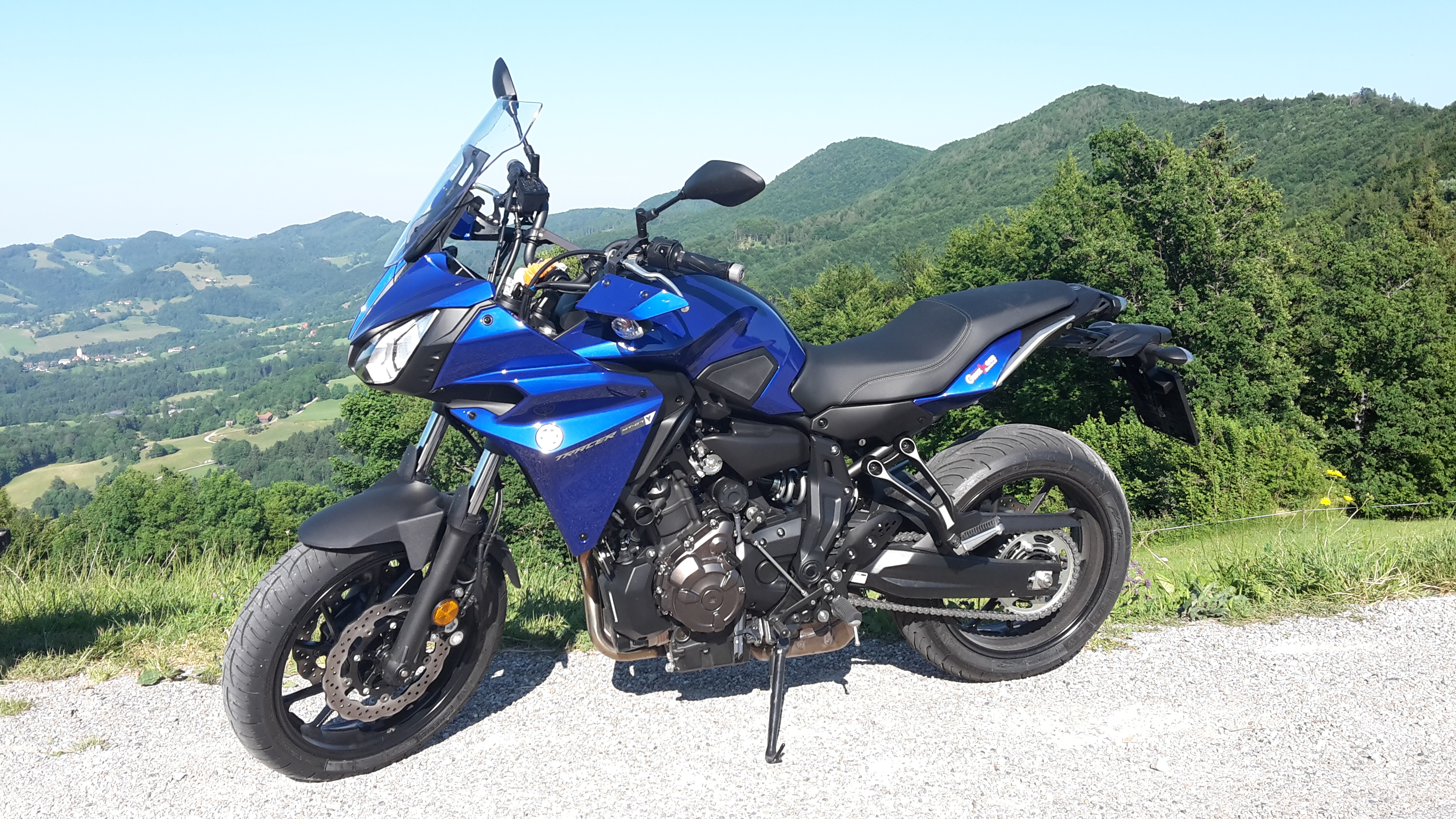
TRACER 700

TRACER700（トレーサー700）は、2016年に欧州向け車両として発表された、MT-09トレーサーと同様の外装を追加したスポーツツアラーである。
なお日本仕様の発売については発表されていない。